# هایپرکور
هایپرکور (انگلیسی: Hipercor) یک فروشگاه زنجیره‌ای است که در هایپرمارکت اسپانیا قرار دارد و متعلق به همان گروهال کورته اینگلس  است.

## موقعیت
دفتر مرکزی آن ال کورته در در مادرید قرار دارد. هایپرکور عموماً گستره وسیعی از تنوع محصولات خانگی و مواد غذایی را در فضای دو طبقه از ساختمان قرار داده و معمولاً بخشی از همان مجتمع ساختمانی مرکز تجاری ال کورته اینگلس می‌باشد.

## بمب‌گذاری
در ۱۹ ژوئن ۱۹۸۷ یک حمله خودرو انفجاری توسط سازمان جدایی‌طلب باسک (اتا) در این مرکز خرید، بارسلونا رخ داد؛ و ۲۱ غیرنظامی را کشت و ۴۵ تن را زخمی کرد. سانتیاگو آروسپاید معروف به سانتی پوتروس و رافائل کاراید سایمون نتنسد به خاطر نقششان در این حمله به ۷۹۰ سال زندان محکوم شدند. هر دو آروسپاید و سایمون اعضای گروه جدایی‌طلب باسک اتا بودند.